# Jonathan Ahlsson
Jonathan Ahlsson, född 24 augusti 2002, är en svensk professionell landsvägscyklist.

## Karriär
Ahlsson tävlar år 2024 för Motala AIF. Bland hans meriter kan nämnas ett junior-SM-guld i tempolopp år 2020. 2021 tog han silver i linjeloppet i U23-klassen. På SM-veckan 2024 tog han SM-guld på cykel, kortbana.